# Sıtkı Kadiroğlu
Sıtkı Kadiroğlu – turecki zapaśnik walczący w stylu wolnym. Zajął ósme miejsce na mistrzostwach świata w 1983. Czwarty na mistrzostwach Europy w 1980. Złoty medalista igrzysk śródziemnomorskich w 1983; piąty w 1987 roku.